# The Pennsylvania Evening Post

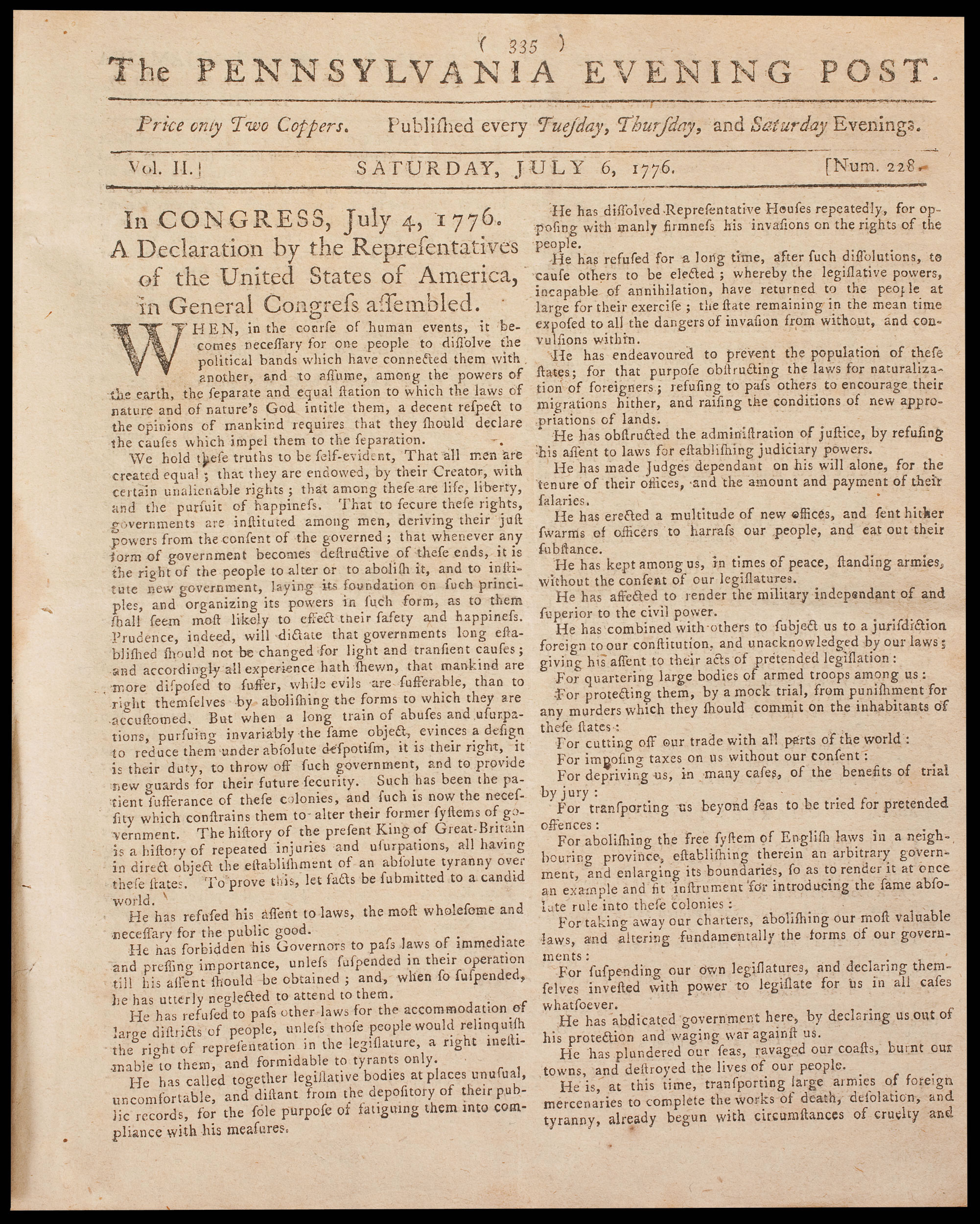
Il Post del 6 luglio 1776 con la pubblicazione della Dichiarazione d'indipendenza

Il The Pennsylvania Evening Post fu il primo quotidiano pubblicato negli Stati Uniti. Venne prodotto da Benjamin Towne dal 1775 al 1783. Detiene inoltre il primato di essere stato il primo giornale a pubblicare la Dichiarazione d'indipendenza degli Stati Uniti d'America.

## Dichiarazione
L'approvazione della Risoluzione di Lee fu all'epoca riportata come dichiarazione definitiva di indipendenza delle colonie dalla Gran Bretagna. Il The Pennsylvania Evening Post riferì: